# Jumbo
 For alternative betydninger, se Jumbo (flertydig). (Se også artikler, som begynder med Jumbo)
Jumbo (født omkring den 25. december 1860, død den 15. september 1885) var en afrikansk hanelefant, der blev født i Sudan. Han blev blev sendt til Frankrig og holdt i den zoologiske og botaniske have Jardin des Plantes i Paris. Den 26. juni 1865 blev han byttet med et indisk næsehorn og kom til London Zoo i England, hvor han blev umådelig populær som rideelefant. På trods af offentlige protester blev han i marts 1882 solgt til P. T. Barnum, ejeren af "The Greatest Show on Earth", Cirkus Barnum & Bailey, der sendte ham til USA for at blive udstillet der.
Jumbo fik sit navn ud fra det almindeligt forekommende engelske ord "jumbo", der betyder "stor størrelse". Jumbos skulderhøjde ved sin død var 3,23 meter og var hævdet at være omkring 4 meter af Barnum. Vægten anslås at have været omkring 6,15 ton.
Jumbo døde på en rangerbanegård i byen St. Thomas, Ontario i Canada den 15. september 1885. Han døde da et lokomotiv kørte ind i ham. På denne plads står i dag en statue over Jumbo, mens hans skelet er udstillet på American Museum of Natural History i New York, New York.

## Historie
Jumbo blev født omkring den 25. december 1860 i Sudan Kort efter fødslen blev hans mor skudt af elefantjægere, og Jumbo fanget af en sudanesisk og en tysk elefantjæger. Elefantkalven blev solgt til en italiensk opdagelsesrejsende og dyrehandler, Lorenzo Casanova. Casanova fragtede elefantkalven fra Sudan til Suez og herfra over Middelhavet til Trieste i Italien.
Casanova solgte herefter elefantkalven til Gottlieb Christian Kreutzbergs tyske cirkus "Menagerie Kreutzberg". Herfra blev elefanten kort efter sendt til Frankrig, hvor han blev holdt i den parisiske zoologiske have Jardin des Plantes. I 1865 blev han sendt til London Zoo, hvor han ankom den 26. juni. I de følgende år blev Jumbo populær blandt de besøgende grundet elefantens enorme størrelse, og som følge af, at publikum kunne blive fragtet rundt på ryggen af ham. Under opholdet i London brækkede begge stødtænder af. Han blev passet af dyrepasseren Matthew Scott, der i sin senere selvbiografi gav mange detaljer om Jumbos liv.
I 1882 besluttede London zoo at sælge Jumbo til amerikaneren Phineas T. Barnum, der drev Barnum & Bailey Circus for £2,000. Beslutningen blev truffet grundet Jumbos tiltagende aggressive adfærd. Den britiske offentlighed reagerede imidlertid med forfærdelse over beslutningen om at sælge den populære elefant, der bl.a. blev set som et tab for det britiske imperium. 100.000 skolebørn skrev Dronning Victoria med bøn om at hindre salget af Jumbo til amerikanerne.
Det britiske medlem af Londons Zoologiske Selskab skrev i februar 1882 i The Morning Post "Jeg, et af medlemmerne af selskabet, har ikke for vane at sælge mine gamle kæledyr eller skille mig af med mine gamle tjenere, såfremt jeg finder, at de lejlighedsvis, måske endda "periodisk", har et anfald af vredt humør; og jeg beklager ikke blot selskabets handlinger, men afviser dem fuldstændigt, som skændige for Londons by og vanærede for den almindelige menneskehed." Der blev anlagt en retssag mod London Zoo for at stoppe salget, men retten fandt ikke grundlag for at forbyde salget. Dyrepasseren Matthew Scott besluttede at følge med Jumbo til USA.
I New York udstillede Barnum Jumbo i Madison Square Garden, hvilket genererede så store indtægter, at han efter blot tre uger havde Barnum tjent mere, end hvad han havde givet for elefanten. Den 17. maj 1884 var Jumbo en af Barnums 21 elefanter, der gik over Brooklyn Bridge for at bevise, at broen var sikker, efter at 12 mennesker året inden var blevet trampet ihjel på broen, da der var opstået panik over broens bæreevne.

## Død
Jumbo døde på et rangerterræn ved banegården i St. Thomas i Ontario i Canada den 15. september 1885. Cirkusset var på turné i Nordamerika og havde samme dag optrådt i byen og dyrene var på vej tilbage til deres togvogne. På vej over skinnerne blev Jumbo ramt af et lokomotiv og blev dødeligt såret og døde minutter efter sammenstødet.
Ved den efterfølgende obduktion blev der fundet adskillige metal og glasgenstande i dyrets mave, herunder mønter, nøgler, diverse nipsgenstande, en politifløjte m.m.
Som den showman han var, lod Barnum udstille dele af elefanten flere steder i USA, hvor et stort publikum besøgte udstillingerne. Efter at været blevet fremvist på cirkussets turne blev Jumbos skelet doneret til American Museum of Natural History i New York City, hvor det i dag opbevares. Jumbos hjerte blev solgt til Cornell University, hvor det bortkom i 1940'erne. Jumbos hud blev udstoppet og det udstoppede dyr rejste med Barnums cirkus i to år inden Barnum donerede den udstoppede Jumbo til Tufts University i Massachusetts, hvor han var udstillet i mange år, indtil det udstoppede dyr brændte ved en større brand i 1975. Jumbo er i dag maskot for Tufts University.